# Bernardin Gigault

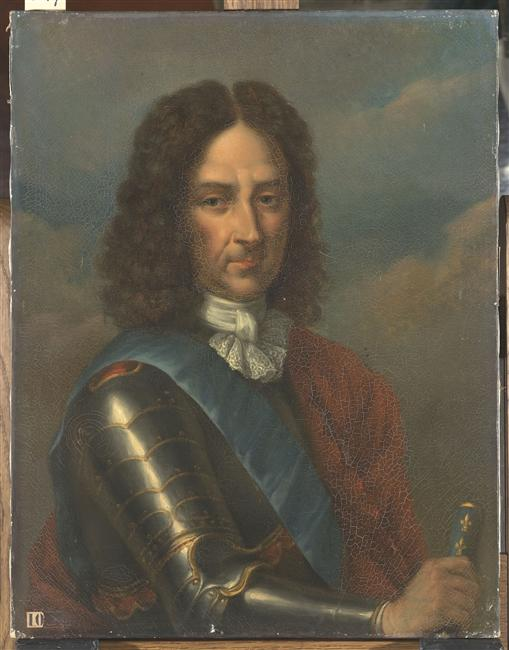
Bernardin Gigault, Marquis de Bellenfinds, Porträt von Joseph Albrier, 1844, Schloss Versailles

Bernardin Gigault, marquis de Bellefonds († 4. Dezember 1694 in Vincennes) war ein französischer Adliger und Militär, der 1668 zum Marschall von Frankreich erhoben wurde; er war Seigneur de l’Île-Marie et de Gruchy.

## Leben
Bernardin Gigault war der Sohn von Henri Robert Gigault, Seigneur de Bellefonds, de L’Île-Marie, de Gruchy et du Chef-du-Pont, Gouverneur von Valognes und Intendant der Généralité de Caen, und Marie d’Avoynes. Er war der Vetter von Charles Irénée Castel de Saint-Pierre (1658–1743), einem Sohn von Madeleine Gigault de Bellefonds, und des Generalmarschalls Claude-Louis-Hector de Villars (1653–1734), dem Sohn der Briefschreiberin Marie Gigault de Bellefonds. Um 1641 hatte er Georges de Brébeuf (1617–1661) zum Erzieher. Mit dem Tod seines Vaters 1643 wurde er Gouverneur von Stadt und Schloss Valognes.
Am 5. April 1645 wurde er Capitaine im Régiment de Piémont; im gleichen Jahr diente er in Flandern und nahm an den Eroberungen der Forts von Vendreval, Guesta und Dringhen, sowie den Städten Cassel, Mardyck, Link, Bourbourg, Menen, Béthune, Lillers und Saint-Venant teil; 1646 waren es die Besetzungen von Kortrijk, Bergues, Mardyck (erneut), Veurne und Dünkirchen, 1647 Diksmuide, La Bassée, Lens, und 1648 schließlich Ypern. Er kämpfte in der Schlacht bei Lens (20. August 1648) und nahm an der (erneuten) Eroberung von Veurne teil.
1649 in der Normandie eingesetzt, verhinderte er, dass diese Provinz den Rebellen der Fronde in Paris Hilfe schickte, und verteidigte sich im Schloss von Valognes bis zur Veröffentlichung des Friedens.
Am 29. Juni 1649 wurde er nach der Demission des Comte de Broglie zum Mestre de camp des Régiment de Champagne ernannt, das zur Katalonienarmee gehörte und sich 1650 defensiv verhielt. Am 10. Mai 1650 wurde er Maréchal de camp und diente in der Guyennearmee unter dem Oberkommando des Comte d’Harcourt. Er verteidigte in diesem Rang die Stadt Cognac gegen die Frondeure.
1653 folgte er dem Marquis du Plessis-Bellière nach Katalonien. Bei der Belagerung von Girona und dem Gefecht bei Bordilly (2. September) stand er unter dem Kommando des Marschalls Hocquincourt.
1654 nahm er am gescheiterten Angriff auf Castellammare teil. Zu dieser Zeit nahm er seinen Abschied vom Régiment de Champagne.
Am 16. Juni 1655 wurde er zum Lieutenant général des Armées du Roi ernannt. Er nahm an der Eroberung von Cadaqués in Katalonien teil, an der von Castillon und Cadagnes, sowie an der Aufhebung der Belagerung von Solfone. Im gleichen Jahr wurde er zum Gouverneur von Castillon ernannt. 1656 und 1657 hielt er sich in Katalonien in der Defensive.
Mit Auftrag vom 5. Mai 1658 stellte er Kavallerieregiment auf. In der Schlacht in den Dünen (14. Juni 1658) kommandierte er drei englische Bataillone. Er nahm an der Eroberung von Dünkirchen, Bergues, Funtz und Diksmuide teil. Bei der Belagerung von Gravelines, das sich am 30. August ergab, wurde er verwundet. Nach dem Feldzug wurde sein Kavallerieregiment wieder aufgelöst.
1659 kommandierte er in Flandern ein Armeekorps und schlug am 11. Januar 1659 zehn gegnerische Kompanien, die Tournai besetzen wollten; der Feldzug endete mit dem Pyrenäenfrieden vom 7. November.
Am 9. März 1661 wurde er zum Gouverneur von Le Catelet ernannt, gab den Posten aber schon im Mai 1662 wieder auf.
Am 25. September 1663 wurde er als Lieutenant-général unter Marschall Le Plessis und dem Marquis de Créquy nach Italien versetzt, wo er beim Herzog von Parma den Winter verbrachte und ihm dabei half, einige Orte zurückzuerobern, die der Papst sich zurückzugeben weigerte. Im April 1664 war er zurück in Frankreich, im Oktober 1665 wurde er als außerordentlicher Gesandter Frankreichs nach Madrid gesandt, um Karl II. von Spanien zu seiner Thronbesteigung zu beglückwünschen.
1666 ging er in die Republik der Sieben Vereinigten Provinzen, um die Vereinigung ihrer Flotte mit der Frankreichs zu koordinieren, die vom Duc de Beaufort kommandiert wurde. Nach der Kriegserklärung an Spanien 1667 (Devolutionskrieg) kommandierte er mehrere Verbände und wurde zum Gouverneur des Gebiets Entre-Sambre-et-Meuse ernannt.
Er erhielt den Titel eines Premier Maître d’Hôtel. Am 6. Mai 1667 wurde er zur Flandernarmee unter Marschall Turenne abgeordnet und nahm an der Belagerung von Tournai teil, das am 25. Juni (die Stadt) bzw. 26. Juni (die Zitadelle) kapitulierte. Douai und das dortige Fort de Scarpe öffneten ihre Tore am 6. Juli. Als nach der Kapitulation von Lille, die am 27. August stattgefunden hatte, der König erfuhr, dass der Comte de Marchin und der Prince de Ligne vorrückten, um diesem Ort zu helfen, von dessen Kapitulation sie nichts wussten, wurden der Marquis de Bellefonds und der Marquis de Créquy ausgesandt, um den Feinden an der Spitze eines großen Kavalleriekorps entgegenzutreten. Der Comte de Marchin versuchte, die Schlacht zu vermeiden, der Marquis de Créquy griff jedoch die Nachhut an und schlug sie. Bellefonds andererseits, der von Truppen unterstützt wurde, die der König selbst befehligte, schlug am 31. August das Korps, das der angegriffenen Nachhut zu Hilfe kommen wollte, wobei von der Gegenseite 1500 Männer in Gefangenschaft gerieten.
Ab 30. März 1658 diente Bellefonds als Lieutenant-général in der Hollandarmee unter Turenne bis zum Frieden von Aachen am 2. Mai. Am 8. Juli 1668 wurde er zum Marschall von Frankreich ernannt, den zugehörigen Eid leistete er am Tag darauf.
Ab dem 23. Januar 1669 kommandierte er ein Armeekorps, das sich bei Sainte-Menehould versammelte. Im Juli 1670 war er außerordentlicher Gesandter in England.
Ab 18. April 1672 kommandierte er gemeinsam mit dem Marschall Humières ein Armeekorps, das sich bei Sedan unter dem Oberkommando des Prince de Condé versammelte. Ab 26. Juni 1673 befehligte er die Truppen in Tournai und Umgebung, wo sich die Königin Marie Thérèse aufhielt. Im November 1673 war er erneut als außerordentlicher Gesandter in England. Am 4. November 1673 wurde er für den Winter 1673/74 zum Commandant en Chef in Flandern und Holland bestellt. Im Jahr 1674 führte er die Truppen des Königs von Holland nach Frankreich zurück, wobei er Erkelenz am 10. Mai eroberte, das Fort d’Argenteau an der Maas am 16. Mai und die Schanze von Navagne am 22. Mai.
Im Juli 1676 trat er nach dreizehn Jahren von seinem Amt als Premier Maître d‘Hôtel des Königs zurück. Im Januar 1680 wurde er zum Premier Écuyer de la Dauphine (Maria Anna Victoria von Bayern († 1690)) anlässlich deren Heirat ernannt.
Ab 2. März 1684 war er Oberbefehlshaber der Roussillonarmee, mit der er – in Anwesenheit der Spanienarmee unter dem Duc de Bournonville – den Ter überschritt. Er schlug Bournonville am 12. Mai bei Pont-Major in Katalonien, belagerte anschließend Girona und nahm es im Sturm, musste die Stadt aber sechs Tage später nach vehementem Widerstand der Bevölkerung mit großen Verlusten wieder aufgegeben.
Am 31. Dezember 1688 wurde er zum Ritter im Orden vom Heiligen Geist ernannt, im April 1693 zum Kommandeur des Ordre royal et militaire de Saint-Louis.
Ab 30. April 1692 kommandierte er die Normandiearmee zur Sicherung der Küsten.
Er starb am 4. Dezember 1694 im Schloss Vincennes, dessen Gouverneur er war, im Alter von 64 Jahren und wurde in der dortigen Sainte Chapelle bestattet.

### Ehe und Familie
Per Ehevertrag heiratete er am 27. Dezember 1655 Madeleine Fouquet, Tochter von Jean Fouquet, Seigneur de Chaslain et de La Boulay, und Renée, Dame du Remord. Sie starb am 20. Mai 1716. Ihre Kinder sind:
- Jean Gigault († 20. September 1668, 8 Jahre alt)
- Louis-Christophe Gigault († 3. August 1692 nach der Schlacht bei Steenkerke), Marquis de Bellefonds et de La Boulaye, Gouverneur et capitaine des chasses du Château de Vincennes, Colonel du Régiment Royal-Comtois; ⚭ Marie Olympe de la Porte-Mazarini, Tochter von Armand Charles de la Porte-Mazarini, Duc de Rethelois-Mazarin, de La Meilleraye et de Mayenne, Pair de France, Großmeister der Artillerie von Frankreich, Ritter im Orden vom Heiligen Geist, und Hortense Mancini, der Nichte des Kardinals Mazarin (Haus La Porte)
- Marie-Madeleine Gigault, geistlich in der Abtei Montivilliers
- Thérèse-Marie Gigault († 13. Oktober 1733 in Paris, 66 Jahre alt); ⚭ (Ehevertrag 8. Januar 1688) Antoine-Charles († September 1720), Marquis du Châtelet, Mestre de camp eines Kavallerieregiments, Gouverneur von Vincennes, Lieutenant-général des armées du Roi (Haus du Châtelet)
- Jeanne-Susanne Gigault[7] († 17. März 1698, 33 Jahre alt); ⚭ (Ehevertrag 10. Januar 1691) Charles François Davy, Marquis d'Amfreville († 2. November 1692 in Vincennes, 52 Jahre alt), Lieutenant-général des Armées navales du Roi
- Louise Gigault; ⚭ Jean-François du Fays, Marquis de Vergetot, Maréchal des Camps et des Armées du Roi
- Bernardine-Thérèse († 28. August 1717), 24. Dezember 1699 vom König zur Äbtissin von Montmartre ernannt
- Françoise Bonne († 23. November 1693 in Vincennes, 17 Jahre alt)
- Marie-Armande-Agnès, Priorin der Benediktinerinnen von Conflans.